# Harald Edelstam

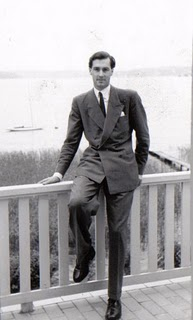
Harald Edelstam

Gustaf Harald Edelstam (* 17. März 1913 in Stockholm; † 16. April 1989) war ein schwedischer Diplomat. Edelstam wurde bekannt, als er das Leben einer großen Anzahl Oppositioneller nach dem Militärputsch in Chile 1973 rettete. Früher hatte er schon hunderte Widerstandskämpfer und Juden während des Zweiten Weltkriegs gerettet. Zuweilen wurde er als „später Raoul Wallenberg“ und „Schwedens umstrittenster Botschafter“ tituliert.

## Leben

### Herkunft und Anfänge der diplomatischen Laufbahn
Harald Edelstam wurde in einer adligen Familie geboren. Die Eltern waren Kammerherr Fabian Edelstam und Hilma Dickinson.
Harald Edelstam war Schüler auf Karlberg und legte 1939 in Stockholm das erste juristische Staatsexamen ab. Edelstam wurde unmittelbar anschließend vom schwedischen Außenministerium als Attaché verpflichtet und im gleichen Jahr nach Rom entsandt. Im Zweiten Weltkrieg wurde er auch in Berlin (1941) und Oslo (1942) eingesetzt.

### Norwegen
Als Diplomat im von der deutschen Wehrmacht besetzten Norwegen rettete er in der zweiten Hälfte des Krieges hunderte Widerstandskämpfer und Juden und fungierte als ein Bindeglied zwischen den Deutschen und der „Hjemmefront“, der norwegischen Widerstandsbewegung, die ihn die „schwarze Nelke“ nannte (die Bezeichnung ist dem Roman The Scarlet Pimpernel von Emma Orczy entlehnt). Ab Herbst 1944 ermittelten die deutschen Besatzungsbehörden gegen ihn, da er im Verdacht stand mit dem norwegischen Widerstand zusammenzuarbeiten.
Einige Jahre lang war er Sekretär im Außenministerium, bevor er dort stellvertretender Abteilungsleiter wurde, und ab 1958 war er Botschaftsrat in Wien.

### Chile

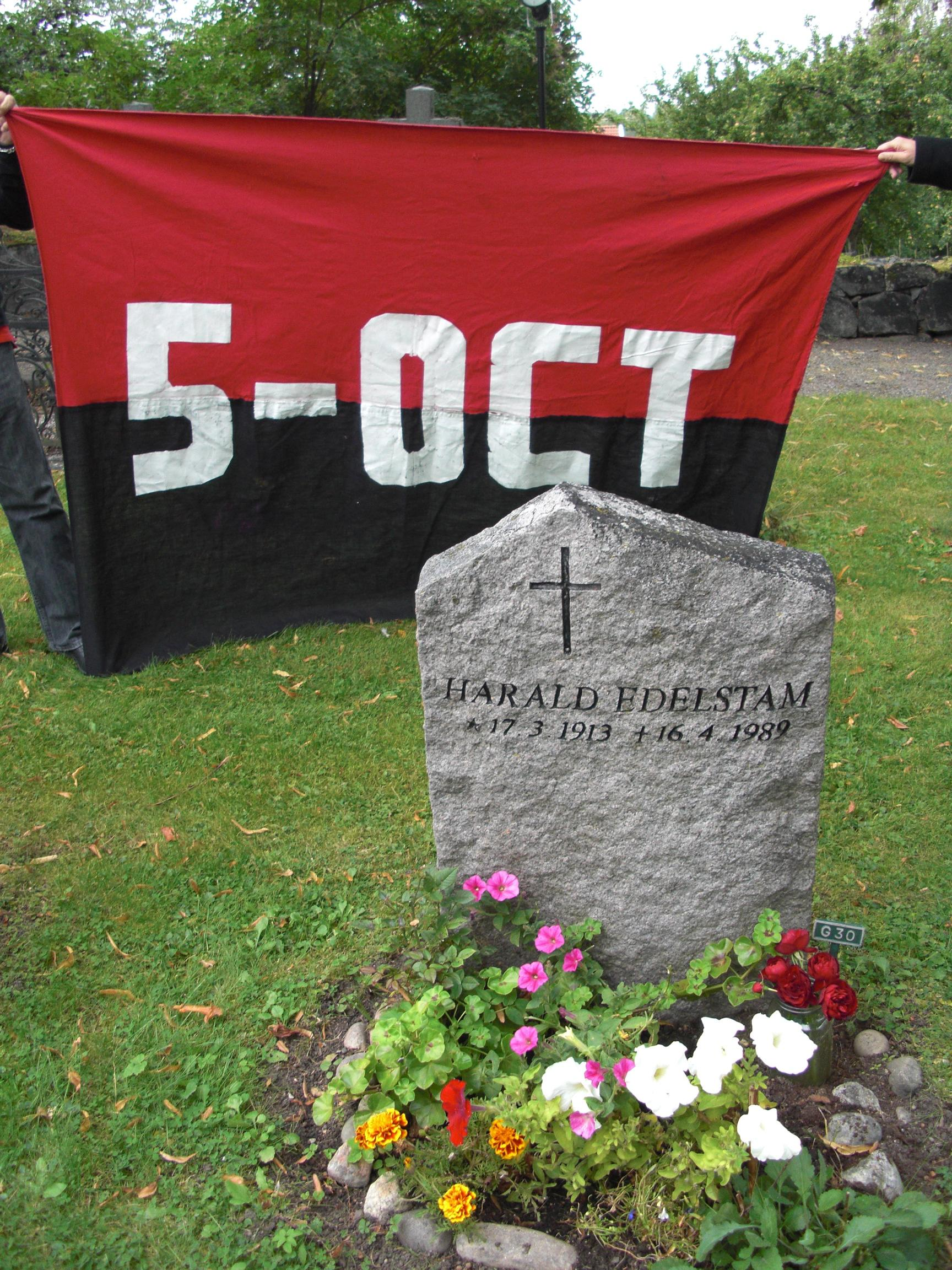
Edelstams Grab, den 11. September 2010, bei der Festrede zum Jahrestag des Militärputsches in Chile. Eckerö, Stockholm

1972 wurde Edelstam Botschafter und war dies in Santiago auch 1973 zur Zeit des Militärputschs durch General Augusto Pinochet. Edelstam drückte offen seine Sympathie für den vom Volk gewählten sozialistischen Präsidenten Salvador Allende aus. Nach dem Sturz Allendes rettete er verschiedene Male verfolgten Chilenen das Leben mit dem Angebot freien Geleits und politischen Asyls in Schweden, wie auch anderen Lateinamerikanern, die aus den Militärdiktaturen in Uruguay und Brasilien nach Chile geflohen waren. Dies verschaffte ihm den Ehrennamen „später Wallenberg“.
Einen seiner mutigsten Einsätze während des Militärputschs zeigte Edelstam vor der kubanischen Botschaft. Diese wurde von Panzern attackiert. Kubaner versuchten verzweifelt Widerstand zu leisten, waren jedoch in Anzahl und Bewaffnung klar unterlegen. Harald Edelstam nahm daraufhin eine schwedische Flagge und stellte sich zwischen die Botschaft und die Panzer, so dass diese das Schießen einstellten. Die Kubaner konnten Busse besteigen und, über die schwedische Botschaft, in ihre Heimat fliehen. Später wurde Edelstam gefragt, warum er das getan habe, worauf er angeblich geantwortet habe: „Weil ich kein Unrecht vertrage.“
Das Regime schätzte dieses Engagement natürlich nicht und wies ihn nach einem Geplänkel zwischen Militärs und dem schwedischen Botschaftspersonal im Dezember 1973 als Persona non grata aus. Es hieß, der schwedischen Regierung sei das nicht unwillkommen gewesen, es habe sie befreit von der „Notwendigkeit, ihn zurückzurufen“.

### Nach der Rückkehr aus Chile
Später besuchte Edelstam Fidel Castro auf Kuba, wo man ihm als großem Helden huldigte. Der Besuch wurde in den USA etwas ungern gesehen, drohte er doch das Tauwetter nach dem Kalten Krieg zu stören.
Während der 1970er Jahre feierte man Edelstam als einen der größten Helden der schwedischen studentischen Linken. Es kam das Gerücht auf, er sei für seinen Einsatz in Chile als Friedensnobelpreisträger im Gespräch.

## Auszeichnungen
- 1961: Großes Goldenes Ehrenzeichen für Verdienste um die Republik Österreich[1]

## Harald-Edelstam-Stiftung und Edelstam-Preis
Das Andenken an Harald Edelstam pflegt und in seinem Sinne arbeitet die Harald-Edelstam-Stiftung. Alle zwei Jahre verleiht sie den Edelstam-Preis an Persönlichkeiten, die sich mutig und vorbildlich für die Verteidigung der Menschenrechte einsetzen.
Preisträger:
- 2012: Bahareh Hedayat (Iran)
- 2014: Benjamín Manuel Jerónimo (Guatemala)
- 2016: Juan Guzmán Tapia (Chile)
- 2018: Li Wenzu (China)
- 2020: Osvalinda Marcelino Alves Pereira (Brasilien)

## Film
Ein Film über Harald Edelstam in Chile erschien 2007 unter dem Titel Svarta nejlikan (englisch The Black Pimpernel, deutsch Schwarze Nelke) mit dem Hauptdarsteller Michael Nyqvist, Drehbuch Bob Foss.